# Jerzy Lerski
Jerzy Jan Lerski (Leópolis, 20 de janeiro de 1917 – San Francisco, 16 de setembro de 1992) - advogado, cientista político e professor universitário, historiador, courier e emissário do Governo polaco em exílio.

## Biografia
Nascido em Leópolis (atual Ucrânia), estudou na Universidade de Leópolis. No período de entreguerras entrou juntou-se ao Stronnictwo Demokratyczne (Partido Democrático Polaco); Tornou-se conhecido por sua forte oposição a eventos anti-semitas.
O seu primeiro contacto com a Segunda Guerra Mundial foi na Batalha de Brest em 1939. Foi feito prisioneiro pelo Exército Vermelho, após a invasão Soviética da Polónia, mas conseguiu escapar e juntou-se às Forças Armadas Polacas no Ocidente.
Depois da invasão da França, foi evacuado para o Reino Unido. Recebeu a missão de messangeiro e, em 1943, foi largado de pára-quedas em território polaco ocupado, voltando para Londres com informações relativas ao movimento de resistência.
Em 1944 foi nomeado secretário do Primeiro-Ministro polaco em exílio e deu detalhadas informações sobre a situação dos Judeus na Polónia a Winston Churchill.
Emigrou para os Estados Unidos no início da Guerra Fria. Doutorou-se na Universidade de Washington e tornou-se professor universitário. Em 1966 tornou-se professor na Universidade de São Francisco na Califórnia.
Publicou vários livros e artigos relativos à capacidade militar da União Soviética e aos perigos da Guerra Fria. Tal como Jan Karski, foi condecorado com a Ordem da Águia Branca, na Polónia.
Faleceu em São Francisco, nos Estados Unidos da América, em 1992.